# Lothar and the Hand People
Lothar and the Hand People war eine US-amerikanische psychedelische Rockband, die von 1965 bis 1970 bestand. Bekannt ist sie vor allem als eine der ersten Bands, die Theremin und Synthesizer als Instrumente auch auf der Bühne benutzten.

## Bandgeschichte
Gegründet in Denver, zog die Band 1966 nach New York. Sie trat mit so bekannten Gruppen wie The Byrds, Grateful Dead, Canned Heat, The Lovin’ Spoonful und den Chambers Brothers auf. Sie jammte mit Jimi Hendrix und steuerte Musik zu Sam Shepards Theaterstück The Unseen Hand bei. Beim Atlantic City Pop Festival spielte sie als Opening Act.
Allerdings blieb der kommerzielle Erfolg ihrer Singles und Alben hinter den Erwartungen zurück. So löste sich die Gruppe nach fünf Jahren auf. Die Chemical Brothers coverten 1997 ihren Song It Comes on Anyhow.

## Diskografie
- 1968: Presenting… Lothar and the Hand People
- 1969: Space Hymn